# Mikael Dahlgren
Jens Mikael Dahlgren (* 19. Juli 1984 in Landskrona) ist ein schwedischer Fußballspieler. Der Abwehrspieler debütierte 2003 in der Allsvenskan.

## Werdegang
Dahlgren begann mit dem Fußballspielen bei Häljarps IF, ehe er Anfang 1995 als Jugendspieler zu Landskrona BoIS wechselte. Dort rückte er als Nachwuchsspieler in den Profikader auf und debütierte 2003 in der höchsten schwedischen Spielklasse, war aber in den ersten Jahren nur Ergänzungsspieler. Erst nach dem Abstieg aus der Allsvenskan am Ende der Spielzeit 2005 – in den Relegationsspielen gegen den Göteborger Klub GAIS verlor man aggregiert mit 1:2 – avancierte er in der zweitklassigen Superettan zum Stammspieler. An der Seite von Lee Baxter, Pontus Segerström, Jörgen Pettersson und Karl Corneliusson stand er in der Zweitliga-Spielzeit 2006 in 23 der 30 Saisonspiele auf dem Spielfeld, als Tabellenfünfter verpasste der Verein jedoch den direkten Wiederaufstieg in die schwedische Eliteserie. Wenngleich weiterhin Stammkraft, rutschte der Klub in den beiden folgenden Jahren in die hinteren Tabellenränge ab.
Nach Auslaufen seines Vertrages wechselte Dahlgren Anfang 2009 ablösefrei zu GAIS. Dort hatte der bisherige Cheftrainer Magnus Pehrsson seinen Transfer vorangetrieben, war aber vor Saisonbeginn zum dänischen Klub Aalborg BK gewechselt und durch Alexander Axén ersetzt worden. Unter diesem kam er nicht über die Rolle eines Ergänzungsspielers hinaus. Nachdem er seit Juli des Jahres nicht mehr für den Göteborger Verein in der ersten Liga aufgelaufen war, verließ er im Dezember den Verein in Richtung Ängelholms FF in die Superettan. Hier war er auf Anhieb Stammspieler und trug dazu bei, dass sich der Klub in der zweithöchsten Spielklasse etablierte. In der Spielzeit 2011 stand der Klub knapp vor dem Sprung in die Allsvenskan, an der Seite von Marcus Lindberg, Sebastian Andersson und Johan Blomberg scheiterte er mit der Mannschaft in der Relegation am Syrianska FC. 